# Nathan Scott (compositore)
Nathan Scott (Salinas, 11 maggio 1915 – Sherman Oaks, 27 febbraio 2010) è stato un compositore statunitense.
Ha composto musiche per film e serie televisive, tra cui: Il sentiero degli Apaches, L'impero dei gangster e Lassie.

## Filmografia parziale

### Cinema
- Il sortilegio delle Amazzoni (Angel on the Amazon), regia di John H. Auer (1948)
- La strega rossa (Wake of the Red Witch), regia di Edward Ludwig (1948)
- The Kid from Cleveland, regia di Herbert Kline (1949)
- The Golden Stallion, regia di William Witney (1949)
- L'amante del bandito (Singing Guns), regia di R.G. Springsteen (1950)
- Il sentiero degli Apaches (California Passage), regia di Joseph Kane (1950)
- The Avengers, regia di John H. Auer (1950)
- La regina dei desperados (Montana Belle), regia di Allan Dwan (1952)
- L'impero dei gangster (Hoodlum Empire), regia di Joseph Kane (1952)
- La sceriffa dell'Oklahoma (Oklahoma Annie), regia di R.G. Springsteen (1952)

### Televisione
- Steve Canyon - serie TV, 28 episodi (1958-1959)
- Laramie - serie TV, 10 episodi (1959-1962)
- Ai confini della realtà (The Twilight Zone) - serie TV, 2 episodi (1960-1962)
- Have Gun - Will Travel - serie TV, 6 episodi (1960-1963)
- Carovane verso il West (Wagon Train) - serie TV, 10 episodi (1960-1964)
- Lassie - serie TV, 191 episodi (1962-1973)
- Io e i miei tre figli (My Three Sons) - serie TV, 7 episodi (1963-1967)